# Fernandes (ilustrador)
Luiz Carlos Fernandes (Avaré, 5 de outubro de 1959), mais conhecido como Fernandes, é um cartunista, caricaturista, chargista, escultor e quadrinista brasileiro. Conquistou os principais prêmios de humor gráfico no Brasil e exterior. Ganhou o Troféu HQ Mix de melhor livro infantil (pelas ilustrações do livro Castelo Rá-Tim-Bum) em 1998 e de melhor caricaturista em 2010.